# Turnera luetzelburgii
Turnera luetzelburgii là một loài thực vật có hoa trong họ Lạc tiên. Loài này được Sleumer miêu tả khoa học đầu tiên năm 1934.